# Питкин (окръг)
Окръг Питкин (на английски: Pitkin County) е окръг в щата Колорадо, Съединени американски щати. Площта му е 2520 km², а населението - 17 890 души (2017). Административен център е град Аспън.

## Градове
- Сноумас Вилидж